# کزیک، کامبریا
latitudeکزیک، کامبریاlongitudeکزیک، کامبریا
کزیک، کامبریا (به انگلیسی: Keswick, Cumbria) یک شهرک در بریتانیا است که در انگلستان واقع شده‌است.

## خصوصیات
کزیک ۴٬۸۲۱ نفر جمعیت دارد.